# Kool & the Gang
I Kool & the Gang sono un gruppo musicale statunitense, formatosi nel 1964 a Jersey City, in New Jersey ed attraversarono diverse fasi nella loro carriera sperimentando vari generi musicali dal jazz al soul, dal funk alla disco. I primi album erano caratterizzati da un sound R&B e funk e in seguito ci fu anche un avvicinamento al genere fusion.
Un primo successo commerciale avvenne nel 1974, grazie al disco Wild and Peaceful, che generò due hit nella top ten americana: Jungle Boogie e Hollywood Swinging. Dopo altri album dagli scarsi esiti commerciali ritrovarono un successo ancora maggiore a partire dal 1979 con gli album Ladies' Night, Celebrate! dal quale venne estratto il famoso singolo Celebration, Something Special ed Emergency e hit quali  Ladies' Night, Too Hot, Celebration, Get Down on It, Let's Go Dancin' (Ooh La, La, La), Joanna, Fresh, Misled e Cherish.
Il gruppo ha complessivamente venduto nel mondo circa 90 milioni di dischi.
La grafia iniziale del gruppo era Kool and the Gang, come l'album di debutto omonimo del 1969. Dall'album Wild and Peaceful del 1973 adottarono la grafia Kool & the Gang, mantenuta da allora in poi.

## Storia
I membri principali del gruppo, nel corso degli anni, sono stati i fratelli Robert Bell (conosciuto come "Kool") al basso (nato l'8 ottobre 1950 a Youngstown, in Ohio) e Ronald Bell (conosciuto come "Khalis") al sassofono tenore (Youngstown, 1º novembre 1951 deceduto il 9 settembre 2020 nelle Isole Vergini statunitensi); George Brown alla batteria (nato il 5 gennaio 1949); Robert Mickens alla tromba e alle percussioni; Dennis Thomas al sassofono alto (nato il 9 febbraio 1951 a Jersey City e deceduto il 7 agosto 2021); Claydes Charles Smith alla chitarra (nato il 6 settembre 1948 e deceduto il 20 giugno 2006), il trombonista Clifford Adams (nato l'8 ottobre 1952, Trenton, New Jersey, Stati Uniti e morto il 12 gennaio 2015, Trenton, New Jersey, Stati Uniti) il trombettista Michael Ray (nato il 24 dicembre 1952 a Trenton, New Jersey, Stati Uniti) e i tastieristi Rick Westfield e successivamente Curtis "Fitz" Williams. Il padre dei fratelli Bell era uno dei manager di Thelonious Monk e i fratelli erano amici di Leon Thomas. Da notare che l'ultimo chitarrista del gruppo, Claydes Charles Smith, scrisse molti dei successi del gruppo, tra cui Joanna, Hollywood Swinging e Celebration.
Nel 1964, Robert formò una banda strumentale chiamata The Jazziacs con cinque amici del liceo. Cambiarono il loro nome in Kool & the Gang e debuttarono nel dicembre del 1969 con l'album Kool and the Gang.
Seguirono diversi album dal vivo e in studio, ma Wild and Peaceful del 1973 suscitò parecchio interesse nel mondo della musica con i singoli Jungle Boogie (che in futuro verrà utilizzata nella colonna sonora di Pulp Fiction di Quentin Tarantino) e Hollywood Swinging (che verrà utilizzata nel videogioco GTA: San Andreas e nel film Be Cool di F. Gary Gray).
Anche l'album successivo Light of Worlds ottenne lo status di disco d'oro ed è considerato dalla critica tra i migliori lavori del gruppo. Il disco contiene Summer Madness, una delle canzoni più campionate di sempre Al 2018 il brano è apparso in oltre 145 canzoni.
Il singolo del 1976, Love and Understanding (Come Together) contenuto nell'album Love & Understanding verrà campionato nel 1991 dagli italiani F.P.I. Project   per la loro hit Everybody (All Over the World).
Dopo alcuni album di scarso successo commerciale, nella seconda metà degli anni settanta e fino al 1986 avvenne una svolta con l'ingresso del nuovo cantante James "J.T." Taylor e con la produzione di Eumir Deodato.
Nel 1977 il singolo Open Sesame fu incluso nella colonna sonora del film La febbre del sabato sera che fino ad oggi nel mondo ha venduto circa 42 milioni di copie e che diede una certa popolarità al gruppo.
Nel 1979 con l'album Ladies' Night e i singoli che ne conseguirono (tutti entrati nella top ten USA) ci fu la vera consacrazione. Oltre alla title track che raggiunse l'ottavo posto in USA, l'album conteneva anche il singolo Too Hot, che raggiunse il quinto posto.
Nel 1980 pubblicano l'album Celebrate! che contiene la hit Celebration, la loro prima ed unica numero uno in USA che diventa il loro singolo più venduto e di maggior successo nel mondo.
Nel 1981 pubblicano l'album Something Special che contiene la hit Get Down on It, altro successo da un milione di copie.
L'album As One del 1982 ottiene minor successo ma genera comunque una top ten hit in Inghilterra, il singolo pop reggae Let's Go Dancin' (Ooh La, La, La) che raggiunge il sesto posto.
Nel 1983 pubblicano l'album In the Heart che contiene la hit Joanna che raggiunge il secondo posto sia in USA che in Inghilterra.
Nel 1984 pubblicano Emergency che diventa il loro album più venduto di sempre con oltre due milioni di copie certificate. Il disco genera quattro singoli nella top 20 americana di cui tre in top ten: Fresh (9), Misled (10), Cherish (2) e Emergency (18).
Nel 1986 pubblicano l'album Forever che è l'ultimo a vendere bene (500 mila copie) e a generare top ten hits (Victory e Stone Love, entrambi classificatisi al decimo posto in USA).
In seguito sia Taylor che Ronald Bell abbandonarono il gruppo per occuparsi delle proprie carriere soliste.
I tre album successivi, Sweat (1989), Unite (1992) e State of Affairs (1996) non ottennero successo e furono bistrattati dalla critica.
Nonostante questo la popolarità del gruppo è rimasta sempre molto alta negli anni, grazie ai loro singoli del periodo d'oro che sono diventati dei classici della disco music ed alla loro intensa attività dal vivo e alla pubblicazione di numerose compilation di remix.
A partire dagli anni 2000 sono tornati ad incidere in studio con gli album Gangland del 2001, Still Kool del 2007, Kool for the Holidays del 2013 e Perfect Union del 2021.

## Formazione

### Formazione attuale
- Robert "Kool" Bell alias Muhammad Bayyan - basso (1964-oggi)
- Shawn McQuiller - voce, chitarra (1991-oggi)
- Tim Horton - batteria e percussioni (1998-oggi)
- Kevin Bell alias Amir Bayyan - chitarra solista (2006-oggi)
- Lavell Evans - voce, percussioni (2011-oggi)
- Walt Anderson - voce (2016-oggi)
- Rick Marcel - chitarra, cori (2017-oggi)
- Michael Ray - tromba, cori (1979-oggi)
- Curtis "Fitz" Williams - tastiere, cori (1982-oggi), sassofono alto (2021-oggi)
- Louis Van Taylor – sassofono tenore (1996–2017, 2020-oggi)
- Jermaine Bryson – trombone, cori (2015-oggi)
- Shelley Paul - sassofono tenore (2016-oggi)
- Ravi Best – tromba (2016-oggi)

### Ex componenti
- Ronald Bell alias Khalis Bayyan † - sassofono tenore (1964-1989, 1992-2020; deceduto nel 2020)
- Dennis "D.T." Thomas † - sassofono contralto (1964–2021; deceduto nel 2021)
- Ricky West † - tastiere (1964-1976; deceduto nel 1985)
- Claydes Charles Smith † - chitarra (1964-2006; deceduto nel 2006)
- Robert "Spike" Mickens † - tromba (1964-1986; deceduto nel 2010)
- Woodrow "Woody" Sparrow † - chitarra ritmica, chitarra solista (1969-1971; deceduto nel 2006)
- Donald Boyce - voce (1973-1976)
- Larry Gittens - tromba, flicorno (1975-2013)
- Otha Nash † - trombone, voce (1975-1977; deceduto nel 2003)
- Kevin Lassiter - tastiere, pianoforte e voce (1976-1982)
- Clifford Adams † - trombone (1977-2015; deceduto nel 2015)
- James "J.T." Taylor – voce (1979–1988, 1995–1999, 2018)
- Sir Earl Toon - tastiere, voce, scrittore (1979-1982)
- Sennie "Skip" Martin - tromba, voce (1988-2007)
- Mark Blakey - batteria (1988-1989)
- Gary Brown - voce (1988-1990)
- Odeen Mays - tastiere, voce (1988-1997)
- Robert "Robbie G" Goble - batteria (1989-1993)
- Gerald Harris - tastiere, chitarra (1992-1995)
- George "Funky" Brown † – batteria (1964-1968), percussioni (1964-2023), tastiere (1989-1993, 1998-2023; deceduto nel 2023)

Rick West, il tastierista originale del gruppo, che ha lasciato nel 1976 per formare la propria band, è morto nel 1985. Il chitarrista Charles Smith è morto dopo una lunga malattia nel 2006 ed è stato sostituito dal fratello più giovane dei Bells, Amir Bayyan, ex leader dei Kay Gees. Il trombettista originale Robert "Spike" Mickens, ritiratosi nel 1986 a causa di problemi di salute, è morto all'età di 59 anni il 2 novembre 2010, in una casa di cura a Far Rockaway, New York. Kool & the Gang ha aggiunto Larry Gittens nel 1975 dagli Stylistics. Anche Earl Toon Jr. è stato brevemente con il gruppo (dal 1979 al 1980). Il trombonista Clifford Alanza Adams Jr. è morto nel gennaio 2015 all'età di 62 anni dopo una battaglia durata un anno contro il cancro. Adams, che era stato nel gruppo dal 1977, non aveva un'assicurazione sanitaria per coprire le spese mediche. Il sassofonista Ronald Bell è morto improvvisamente nel settembre 2020; la causa della morte non è stata resa nota. Il sassofonista contralto Dennis "D.T." Thomas è morto nel sonno il 7 agosto 2021, all'età di 70 anni. George "Funky" Brown è morto il 16 novembre 2023 all'età di 74 anni a causa di un cancro ai polmoni.

## Discografia

### Album in studio
- 1970 - Kool and the Gang
- 1971 - Live at the Sex Machine
- 1971 - Live at PJ's
- 1972 - Music Is the Message
- 1973 - Good Times
- 1973 - Wild and Peaceful
- 1974 - Light of Worlds
- 1975 - Spirit of the Boogie
- 1976 - Love & Understanding
- 1976 - Open Sesame
- 1977 - The Force
- 1978 - Everybody's Dancin'
- 1979 - Ladies' Night
- 1980 - Celebrate!
- 1981 - Something Special
- 1982 - As One
- 1983 - In the Heart
- 1984 - Emergency
- 1986 - Forever
- 1989 - Sweat
- 1992 - Unite
- 1996 - State of Affairs
- 2001 - Gangland
- 2007 - Still Kool
- 2013 - Kool for the Holidays (Christmas album)
- 2021 - Perfect Union
- 2023 - People Just Wanna Have Fun

### Singoli
- 1969 - Kool And The Gang
- 1969 - The Gang's Back Again
- 1970 - Let The Music Take Your Mind
- 1970 - Funky Man
- 1973 - Funky Stuff
- 1974 - Jungle Boogie
- 1974 - Hollywood Swinging
- 1974 - Higher Plane
- 1975 - Rhyme Time People
- 1975 - Spirit of the Boogie/Summer Madness
- 1975 - Caribbean Festival
- 1976 - Love And Understanding (Come Together)
- 1976 - Open Sesame (Part 1)
- 1979 - Ladies' Night
- 1980 - Too Hot
- 1980 - Hangin' Out
- 1980 - Celebration
- 1981 - Jones vs. Jones
- 1981 - Take It To The Top
- 1981 - Take My Heart (You Can Have It If You Want It)
- 1982 - Steppin' Out
- 1982 - Get Down on It
- 1982 - Big Fun
- 1982 - Let's Go Dancin' (Ooh La, La, La)
- 1982 - Hi De Hi, Hi De Ho
- 1983 - Joanna
- 1983 - Straight Ahead
- 1984 - Tonight
- 1984 - When You Say That You Love Somebody (In The Heart)
- 1984 - Misled
- 1984 - Fresh
- 1985 - Cherish
- 1985 - Emergency
- 1986 - Victory
- 1987 - Stone Love
- 1987 - Holiday
- 1987 - Special Way
- 1988 - Celebration '88
- 2006 - Steppin' Into Love